# ترافيس تايلور
ترافيس تايلور (25 أبريل 1990 في الولايات المتحدة - ) (بالإنجليزية: Travis Taylor)‏ هو لاعب كرة سلة أمريكي في مركز الوسط. لعب مع UBC Güssing Knights ‏.

## وصلات خارجية
- ترافيس تايلور على موقع كرة السلة الأوروبية.كوم (الإنجليزية)
- ترافيس تايلور على موقع كلية كرة السلة في سبورتس رفرنس.كوم (الإنجليزية)
- ترافيس تايلور على موقع ريلجم (الإنجليزية)
- ترافيس تايلور على موقع بروبوليرز (الإنجليزية)
- ترافيس تايلور على موقع سبورتس رفرنس (الإنجليزية)